# Anselo Lee
Anselo Lee è un cortometraggio muto del 1915 diretto da Harry Handworth.

## Produzione
Il film - girato a Lake Placid, nello stato di New York - fu prodotto dalla Vitagraph Company of America.

## Distribuzione
Distribuito dalla General Film Company, il film - un cortometraggio in tre bobine - uscì nelle sale cinematografiche statunitensi il 6 novembre 1915.